# Antonín Winter
Antonín Winter (15. února 1934, Praha – 23. ledna 2019 Praha) byl český spisovatel.

## Život
Narodil se v Praze manželům Antonínovi a Marii Winterovým jako nejstarší ze tří dětí (bratr Ivan a sestra Marie).

Středoškolská studia absolvoval na Drtinově reálném gymnáziu (s roční přestávkou, kdy navštěvoval Nerudovo gymnázium). Ve studiu pokračoval na fakultě ekonomicko-inženýrské, směr stavební.
Pracoval v Metrostavu (podílel se na výstavbě pražského metra) a Vojenských stavbách. I přes technické vzdělání se vedle své práce věnoval literatuře (člen Klubu českých spisovatelů). Po sametové revoluci se pokoušel i podnikat, málo známé je, že krátce prodával mléko a mléčné výrobky ve stánku na Malostranském náměstí a věnoval se prodeji a propagaci své poslední knihy Klíč ke Karlštejnu, kterou nabízel přímo v podhradí hradu. Karlštejnsko a údolí řeky Berounky ho tak uchvátilo, že si zde pořídil i chatu.
Byl čtyřikrát ženatý (manželky Alena, Hana, Eva, Hana) a měl 4 potomky (Adama, který tragicky zahynul, Dominiku, Filipa a Zuzanu). V jeho literární tvorbě však žádné z jeho dětí nepokračuje.
Mezi jeho koníčky patřila nejen literatura a historie, ale i klasická hudba a ve stále intenzivní míře jeho vnoučata.
Během svého života, vázaného na Prahu, se několikrát stěhoval.

## Literární tvorba
Jako autor měl široký záběr – psal novinové články a povídky (Ahoj na neděli, Mladý svět, Svobodné slovo, Lidová demokracie), pokoušel se o vědeckofantastickou literaturu, a do povědomí čtenářů vstoupil svými detektivkami a historickým románem. Jeho knihy byly přeloženy i do cizích jazyků.
Pro všechny Winterovy knihy platí, že autor je obratný vypravěč se schopností vystavit děj na dialozích. Ani v jedné z jeho knih nechybí alespoň náznak milostné zápletky. Jeho hrdinové jsou "z masa a kostí", živoucí, pochybující a chybující lidé.
Svou první knihu – detektivní příběh Herodesův stín (1968, počet stran: 176 v nakladatelství Naše vojsko).
Detektivní román se
odehrává krátce po druhé světové válce. Je nalezeno zavražděné
dítě a posléze i jeho matka, utopená v řece. Autor románu hraje
se čtenářem fair hru, kdy mu dává šanci vydedukovat z informací
obsažených v knize pachatele zločinu.
Následovala Sázka na třináctku (Naše vojsko 1975, počet stran: 249).
Detektivní román spojuje
vyšetřování loupeže tří milionů korun a sérii vražd v
západočeském pohraničí. V románu se objevuje postava
kriminalisty Václava Charváta, se kterou se čtenář může setkat
i v další knize (srov. Rána pod pás). Díky svému spádnému
ději a (na svou dobu a místo vzniku) atraktivnímu tématu byl
příběh zfilmován režisérem Dušanem Kleinem (Sázka na
třináctku, 1977 s dobrým hereckým obsazením – Jaroslav
Satoranský, Rudolf Hrušínský). Již zde si můžeme všimnout autorova důrazu na detailní prostudování reálií – autor nás seznamuje s fungováním státní loterie – SAZKY, klíčovému k pochopení děje.
Rána pod pás (Naše vojsko 1981, počet stran: ).
"... dřív si
autoři detektivky vymýšleli. Všichni to věděli a nikdo neočekával, že by si mohl popovídat s komisařem Scotland Yardu o Zeleném lučištníkovi. Autoři o práci policie věděli málo nebo nic. (...) Kdežto dnes – se stav nezměnil." (s. 9.) hořekuje v úvodu příběhu kriminální asistent Hirš.
Autor děj a vyšetřování podáva z pohledu zkušeného policisty (kriminálního asistenta Hirše), tedy tak, jak policie (tedy tenkrát
Bezpečnost padesátých let) z jeho pohledu pracuje. V ději se opět
objevuje autorova oblíbená postava Václava Charváta (srov. Sázka
na třináctku) a Winterovo oblíbený kraj – Karlštejnsko a
údolí řeky Berounky (srov. Klíč ke Karlštejnu). V příběhu se
řeší vražda spisovatele detektivek , kde stopou k vypátrání
vraha je jeho rozepsaný román.
Za vrchol jeho práce můžeme považovat historický román z období husitských válek Klíč ke Karlštejnu (Naše vojsko 1992, počet stran 352).
Tato kniha se předchozím
autorovým dílům vymyká. Jedná se totiž o román historický.
Popisuje obléhání hradu Karlštejna husitskými vojsky v roce
1422. Jak je možné, že se hrad tak dlouho brání přesile
obléhatelů? Kde je slabina obrany, a jak s tím souvisí blízká
obec Mořina? Zde autor rozpracovává fabuli (historiky nepotvrzenou,
o vesnici založené Karlem IV. pro stavitele hradu, jakémsi prvním
"koncentračním táboře" v české historii). Sama
postava krále a císaře se zde objevuje v poněkud nelichotivých
barvách. Na pozadí bojů se odehrává detektivní pátrání a
milostný příběh hlavního hrdiny husitského kněze Cyrila
propojené s historicky fundovaném popisu bojů a dobových reálií.
Autorovým snem bylo děj zfilmovat, pokud možno režisérem Milošem
Formanem, k čemuž nedošlo. "Winterův román není pouze
zajímavě psaným dílem s nezbytnými zápletkami a
vykonstruovanými příběhy na pozadí historických zkušeností,
ale svým vnímavým a pozorným přístupem k pramenům a schopností
navodit atmosféru prostředí i mentalitu lidí dávno minulé doby
obohacuje historické povědomí čtenáře." (doslov
Jindřicha Kejře).
Jako pražský spisovatel se také seznámil a přátelil i s jinými známými osobnostmi, jmenujme např. Otakara Motejla, se kterým zamýšlel literárně zpracovat příběh jednoho z nejznámějších zločinů první republiky – nikdy neobjasněnou vraždu prostitutky Otýlie Vranské, k čemuž nedošlo.